# Уль, Надя
Надя Уль (нем. Nadja Uhl; род. 23 мая 1972, Штральзунд, Росток) — немецкая актриса, начинавшая свою карьеру в театре Потсдама. В настоящее время больше известна по многочисленным ролям в фильмах и телесериалах. Неоднократно награждалась премиями различных кинофестивалей как в Германии, так и за рубежом.

## Биография
Надя Уль родилась в Штральзунде (ГДР) в 1972 году. С детства жила в доме вместе с родственниками разных поколений и поняла, что в таком сообществе важно, чтобы каждый имел свою свободу. Школьницей Надя увлекалась стрельбой, балетом, настольным теннисом и гимнастикой. Учительница по искусству заметила её талант развлекать других и посоветовала Наде посещать театральный кружок в доме культуры. С тех пор каждый понедельник она спешила на занятия, которые считала главным событием недели. С воодушевлением исполняла разные роли в сказках для детей и эпизодах из пьес для выступлений в доме престарелых. Когда спрашивали, хочет ли Надя стать профессиональной актрисой, ответ был положительный. Но для себя она поняла, что лучше расти и развиваться, оставаясь при этом в какой-то степени ребёнком.
Четыре года (1990—1994) Надя Уль осваивала тонкости актёрской профессии в Лейпцигской высшей школе музыки и театра. Во время обучения состоялся её дебют в кино. В 1994 году она впервые вышла на сцену потсдамского Театра имени Ганса Отто, где играла: Виолу в «Двенадцатой ночи» Шекспира; Полли Пичем в «Трёхгрошовой опере» Брехта; Гретхен в «Фаусте» Гёте и Паулу в пьесе «Легенда о Пауле и Пауле»
Пленцдорфа. Начав пробовать себя в кино ещё на этапе вузовского обучения, Надя Уль с 1995 года преимущественно снимается в фильмах и телесериалах, где она убедительно демонстрирует свой талант перевоплощения.
|                                                    |  |                                                         |  |                                                                   |  |
| Надя Уль в телесериале «Телефон полиции 110», 1996 |  | «Комплекс Баадера — Майнхоф» На премьере в Цюрихе, 2008 |  | На вручении телепремии 2018 за роль в фильме «Смерть в Интернате» |  |

В 2000 году прорывом к популярности актрисы стала сыгранная в фильме режиссёра Фолькера Шлёндорфа «Тишина после выстрела» роль экстремальной молодой фабричной алкоголички Татьяны, подруги Риты — террористки РАФа. Обе актрисы за исполнение ролей Риты и Татьяны были награждены на 50-м Берлинском кинофестивале призом «Серебряный медведь».
Перед съёмками фильма «Лето на балконе» (2005 год) режиссёр Андреас Дрезен посоветовал Наде Уль пару недель посещать дом престарелых, чтобы вживаться в свою роль Нике — приходящей сиделки (нем. Altenpflegerin), которую актриса в итоге сыграла на редкость достоверно.
В 2008 году Надя Уль убедительно справилась с ролью террористки РАФа Бригитты Монхаупт в фильме «Комплекс Баадера — Майнхоф» режиссёра Ули Эделя и сценариста Бернда Айхингера (по мотивам одноимённой книги журналиста Штефана Ауста).
Творческим вызовом и эмоциональным испытанием стало для актрисы исполнение контрастных ролей преступницы и жертвы. В том же 2008 году Надя Уль параллельно снималась в телефильме «Могадишо», где играла реальную стюардессу Габриэлу Дильманн, ставшую заложницей террористов во время угона самолёта «Ландсхут» в 1977 году. Любопытно, что палестинские угонщики самолёта среди требований выдвигали ультиматум — освободить из тюрем террористов РАФа.
В комедии 2009 года «Мужские сердца» режиссёр и сценарист Симон Ферхёвен предложил Наде Уль роль продавщицы, за которую она получила Немецкую кинопремию 2010 в номинации: лучшая женская роль второго плана. В 2014 году в комедии режиссёра и автора сценария Дорис Дёрри «Всё включено» Надя Уль сыграла дочь, у которой с матерью (в исполнении Ханнелоре Эльснер) не складываются отношения. В связи с этим фильмом, отвечая на вопросы журналистов, Надя Уль рассказала о себе: «У меня было детство с чёткими правилами, я чувствовала себя защищённой, меня любили, позволяли свободно фантазировать… В моём окружении всегда было несколько человек, бабушки и дедушки, дяди, тети, двоюродные братья...».
Долгое время актриса жила в берлинском районе Митте. В 2005 году Надя Уль и её постоянный друг Кай Бокхольд (нем. Kay Bockhold), отец двух её дочерей, приобрели в столице Бранденбурга заброшенную потсдамскую старую виллу в стиле необарокко, принадлежавшую до войны банкиру, а после падения стены занятую сквоттерами. С тех пор Надя Уль уделяет особое внимание поэтапному ремонту ветхого здания и благоустройству жилья, чтобы реализовать свою мечту о «доме разных поколений», где могут жить её родственники и друзья от мала до велика.
В списке 2008 года из 30 имён самых популярных в Бранденбурге личностей Надя Уль стояла на четвёртом месте, опережая Гюнтера Яуха и пропустив вперёд только Лорио, Регину Хильдебрандт, Генри Маске.
В интервью 2017 года немецкой газете «Цайт» Надя Уль призналась, что до сих пор любит свою Родину — ГДР, «несмотря ни на что».
В шестисерийном фильме 2022 года «ZERV – время расплаты» про сотрудничество следователей с Востока и Запада сразу после воссоединения Германии в начале 1990-х роль  сотрудницы ZERV Каро Шуберт (англ. Karo Schubert) сыграла Надя Уль.

## Фильмография (выборочно)
| Год  |    | Русское название                   | Оригинальное название                                     | Роль                         |
| ---- | -- | ---------------------------------- | --------------------------------------------------------- | ---------------------------- |
| 1993 | ф  |                                    | Der grüne Heinrich                                        | Agnes                        |
| 1996 | ф  | (телефильм)                        | Zerrissene Herzen                                         | Britta                       |
| 1996 | ф  | Телефон полиции — 110 (телесериал) | Polizeiruf 110: Kleine Dealer, große Träume               | Bibi                         |
| 1997 | ф  | (телесериал)                       | Tatort: Eiskalt                                           | Petra Schächter              |
| 1997 | ф  | (телефильм)                        | Mein ist die Rache                                        | Evi                          |
| 1998 | ф  | (телефильм)                        | Mörderisches Erbe – Tausch mit einer Toten                | Helen Braddy                 |
| 1998 | ф  | (телефильм)                        | Blutiger Ernst                                            | Marysa Heeren                |
| 1999 | ф  | (телефильм)                        | No Sex                                                    | Isabell Jacobi               |
| 1999 | ф  |                                    | Schnee in der Neujahrsnacht                               | Nora                         |
| 2000 | ф  | Тишина после выстрела              | Die Stille nach dem Schuss                                | Татьяна                      |
| 2000 | ф  | (телефильм)                        | Verhängnisvolles Glück                                    | Gloria                       |
| 2001 | ф  |                                    | My Sweet Home                                             | Anke                         |
| 2001 | ф  | Что делать в случае пожара         | Was tun, wenn’s brennt?                                   | Неле                         |
| 2002 | ф  |                                    | Scherbentanz                                              | Zitrone                      |
| 2002 | ф  |                                    | Die Zwillinge                                             | Anna                         |
| 2003 | ф  |                                    | Das Wunder von Lengede                                    | Helga Wolbert                |
| 2004 | ф  |                                    | Lautlos                                                   | Nina                         |
| 2005 | ф  | (телефильм)                        | Mord am Meer                                              | Paula Reinhardt              |
| 2005 | ф  | Лето на балконе                    | Sommer vorm Balkon                                        | Нике                         |
| 2006 | ф  | (телефильм)                        | Dornröschen erwacht                                       | Juliane Meybach              |
| 2006 | ф  | (телефильм)                        | Die Sturmflut                                             | Katja Döbbelin               |
| 2006 | ф  | Четыре минуты                      | Vier Minuten                                              | психолог Надин Хофман        |
| 2006 | ф  | (телефильм)                        | Nicht alle waren Mörder                                   | Anna Degen                   |
| 2008 | ф  |                                    | Kirschblüten – Hanami                                     | Franzi                       |
| 2008 | ф  | Комплекс Баадера — Майнхоф         | Der Baader Meinhof Komplex                                | Бригитта Монхаупт            |
| 2008 | тф | Могадишо                           | Mogadischu                                                | Габриэла Дильманн            |
| 2009 | ф  |                                    | So glücklich war ich noch nie                             | Tanja                        |
| 2009 | ф  | (телефильм)                        | Der Tote im Spreewald                                     | Tanja Bartko                 |
| 2009 | ф  |                                    | Männerherzen                                              | Susanne Feldberg             |
| 2010 | ф  | (телесериал)                       | Die Toten vom Schwarzwald                                 | Inka Frank                   |
| 2011 | ф  | (ТВ-мини-сериал)                   | Dschungelkind                                             | Mutter Doris Kuegler         |
| 2012 | ф  | (телефильм)                        | Der Turm                                                  | Josta Fischer                |
| 2012 | ф  | (телефильм)                        | Operation Zucker                                          | Karin Wegemann               |
| 2013 | ф  |                                    | Schlussmacher                                             | Katharina                    |
| 2013 | ф  | (телефильм)                        | Ein weites Herz - Schicksalsjahre einer deutschen Familie | Isa Vermehren                |
| 2013 | ф  | (телефильм)                        | Der Kaktus                                                | Thea Cronpichel              |
| 2013 | ф  | 300 слов по-немецки                | 300 Worte Deutsch                                         | Connie                       |
| 2013 | ф  | (телефильм)                        | In einem wilden Land (телефильм)                          | Gräfin Cecilie von Hohenberg |
| 2014 | ф  | Всё включено                       | Alles inklusive                                           | Apple                        |
| 2015 | ф  | (ТВ-мини-сериал)                   | Tannbach – Schicksal eines Dorfes                         | Liesbeth Erler               |
| 2017 | ф  | Тим Талер, или Проданный смех      | Timm Thaler oder Das verkaufte Lachen                     | Ивонна                       |
| 2017 | ф  | Я не буду молчать                  | Ich werde nicht schweigen                                 | Margarethe Oelkers           |
| 2017 | ф  | Смерть в интернате                 | Tod im Internat                                           | Isabell Moosbach             |
| 2019 | ф  | Вопреки страху                     | Gegen die Angst                                           | Judith Schrader              |
| 2019 | ф  | Цена свободы                       | Preis der Freiheit                                        | Lotte Bohla                  |
| 2020 | ф  | Кортекс                            | Cortex (Film)                                             | Каролина                     |
| 2021 | ф  | Школа волшебных животных           | Die Schule der magischen Tiere (Film)                     | Мэри Корнфилд                |
| 2022 | ф  | Школа волшебных животных 2         | Die Schule der magischen Tiere 2                          | Мэри Корнфилд                |
| 2022 | ф  | ZERV - Время расплаты              | ZERV – Zeit der Abrechnung                                | Каро Шуберт                  |

## Награды
- 2000: Премия «Серебряный медведь» за лучшую женскую роль в фильме «Тишина после выстрела» (вместе с Бибианой Беглау), Берлинский кинофестиваль[7].
- 2005: Серебряная награда (англ. Silver Hugo Award), приз международного жюри в категории лучшая актриса фильма «Лето на балконе» (вместе с Инкой Фридрих), Международный кинофестиваль в Чикаго[14][15].
- 2005: Особый приз жюри Фестиваля телефильмов в Баден-Бадене за значительные актёрские достижения в телефильме «Mord am Meer»[16].
- 2007: Юпитер (кинопремия), категория лучшая телеактриса, за роль в фильме «Не все были убийцами»[17].
- 2010: Немецкая кинопремия 2010 в категории лучшая женская роль второго плана фильма «Männerherzen»[7].
- 2010: Немецкая телепремия 2010 в категории лучшая актриса фильма «Der Tote im Spreewald»[7].
- 2013: Баварская телепремия лучшей актрисе телефильмов «Operation Zucker» и «Der Turm».
- 2013: Премия Гюнтера Рорбаха лучшей актрисе  за роль в «Operation Zucker».
- 2013: Бэмби (премия) в категории лучшая национальная актриса [18].
- 2016: Золотая камера в категории лучшая немецкая актриса[19].
- 2018: Немецкая телепремия 2018 в категории лучшая актриса фильма «Смерть в интернате»[20].